# Liste von Ordensträgern aus Büdingen
Diese Liste enthält die Personen aus der Stadt Büdingen, denen ein Orden oder eine vergleichbare Auszeichnung verliehen wurde.

## Verdienstorden der Bundesrepublik Deutschland
| Ordensträger | Orden                    | Verleihung         | Aushändigung        | Verleihungsgrund | Bild |
| --- | ------------------------ | ------------------ | ------------------- | --- | ---- |
| Otto Friedrich Fürst zu Ysenburg und Büdingen * 16. September 1904 in Halberstadt † 25. September 1990 in Büdingen | Verdienstkreuz 1. Klasse | 30. Januar 1981    | 27. Oktober 1982    | |      |
| Wolfgang-Ernst Fürst zu Ysenburg und Büdingen * 20. Juni 1936 in Frankfurt                                         | Verdienstkreuz 1. Klasse |                    | 28. August 2001     | Ehrenamtliches Engagement als Präsident des AvD |      |
| Alois Blaschke * 29. März 1898 in Heinersdorf (Schlesien) † 11. August 1979 in Büdingen                            | Verdienstkreuz am Bande  |                    | 19. Juli 1974       | |      |
| Hildegard Braunwarth * 17. Februar 1913 in Duisburg-Hamborn † 11. September 2003 in Büdingen                       | Verdienstkreuz am Bande  |                    | 15. Oktober 1974    | |      |
| Horst Diefenbach * 23. Februar 1949 in Büdingen                                                                    | Verdienstkreuz am Bande  |                    | 5. Dezember 2003    | |      |
| Dieter Egner * 6. Oktober 1944 in Schlangenbad                                                                     | Verdienstkreuz am Bande  | 24. April 2014     | 7. Februar 2015     | Herausragendes politisches, soziales und kulturelles Engagement |      |
| Helmut Feyerke * 13. September 1914 in Danzig † 9. September 1993 in Büdingen                                      | Verdienstkreuz am Bande  |                    | 15. November 1986   | |      |
| Heinrich Geiß * 4. März 1942 in Büches, jetzt Büdingen                                                             | Verdienstkreuz am Bande  |                    | 22. Februar 2002    | |      |
| Emil Gerlach * 14. Januar 1927 in Hauswurz bei Fulda, jetzt Neuhof † 25. März 2002 in Büdingen                     | Verdienstkreuz am Bande  |                    | 30. Mai 1992        | |      |
| Hedwig Hanewacker * 20. März 1918 in Büdingen † 1. Oktober 2011 ebenda                                             | Verdienstkreuz am Bande  | 14. Mai 2007       | 29. August 2007     | |      |
| Otto Hartung * 19. November 1914 in Mehmels † 28. April 1999 in Büdingen                                           | Verdienstkreuz am Bande  |                    | 19. Juli 1979       | |      |
| Hans-Velten Heuson * 19. Juli 1926 in Wenings, jetzt Gedern † 14. September 2002 in Büdingen                       | Verdienstkreuz am Bande  |                    | 28. Januar 1985     | |      |
| Martha Köth * 29. August 1908 in Frankfurt am Main † 21. April 1998 in Büdingen                                    | Verdienstkreuz am Bande  |                    | 12. Dezember 1975   | Evangelische Gemeindeschwester (Schwester Martha). |      |
| Wilhelm Landmann * 18. März 1918 in Wolferborn, jetzt Büdingen † 24. Dezember 2010 in Büdingen                     | Verdienstkreuz am Bande  |                    | 28. Februar 1989    | |      |
| Friedrich Lau * 4. Oktober 1909 in Wehlau, Ostpreußen † 26. Februar 1987 in Büdingen                               | Verdienstkreuz am Bande  |                    | 27. Januar 1976     | |      |
| Bernd Leitner * 7. September 1946 in Dudenrod, jetzt Büdingen                                                      | Verdienstkreuz am Bande  | 31. Januar 2005    | 12. April 2005      | Herausragendes politisches und soziales Engagement, Stadtverordneter, Stadtrat, 1. Vorsitzender AWO-Büdingen |      |
| Ernst Ludwig Lißmann * 7. März 1885 in Langendiebach, jetzt Erlensee † 3. Dezember 1980 in Büdingen                | Verdienstkreuz am Bande  |                    | April oder Mai 1960 | Hat sich auf dem Gebiet der ländlichen Siedlung nach dem Zusammenbruch 1945 unter schwierigen Verhältnissen Verdienste erworben und sich tatkräftig für die Eingliederung des heimatvertriebenen Landvolkes in die hessische Landwirtschaft eingesetzt.     |      |
| Willi Luh * 31. Oktober 1926 in Großen-Linden, jetzt Linden † 28. August 2017 in Büdingen                          | Verdienstkreuz am Bande  |                    | 5. April 1984       | Langjähriger Vorsitzender des Büdinger Geschichtsvereins, Forschung zur Geschichte der Stadt. |      |
| Heinrich (Heiner) Mahr * 28. Februar 1928 in Eckartshausen, jetzt Büdingen † 13. Januar 1993 in Büdingen           | Verdienstkreuz am Bande  |                    | 21. Oktober 1987    | |      |
| Eberhard Mörschel * 12. September 1947 in Büdingen                                                                 | Verdienstkreuz am Bande  | 20. April 2006     | 22. Januar 2007     | |      |
| Peter Nieß * 4. Februar 1895 in Rinderbügen † 21. August 1965 in Büdingen                                          | Verdienstkreuz am Bande  |                    | 16. Oktober 1964    | |      |
| Walter Nieß * 14. März 1921 in Büdingen † 29. November 2009 in Baden-Baden                                         | Verdienstkreuz am Bande  |                    | 5. November 1984    | |      |
| Karl Georg Schäfer * 27. Mai 1908 in Rinderbügen † 18. Dezember 2012 in Büdingen                                   | Verdienstkreuz am Bande  |                    | 30. Juni 1978       | |      |
| Ernst Scheller * 14. Juni 1917 in Büdingen † 2. Mai 1997 in Büdingen                                               | Verdienstkreuz am Bande  |                    | 24. Mai 1974        | |      |
| Jules August Schröder * 30. Dezember 1934 in Hamburg                                                               | Verdienstkreuz am Bande  | 10. April 2000     | 20. Oktober 2000    | |      |
| Volkmar Stein * 29. Januar 1937 in Dortmund                                                                        | Verdienstkreuz am Bande  | 14. Juni 2005      | 13. Dezember 2006   | |      |
| Hans Rudolf Thoma * 19. November 1930 in Frankfurt am Main † 8. Januar 1996 in Büdingen                            | Verdienstkreuz am Bande  |                    | 9. März 1987        | Geschäftsleiter OKAL |      |
| Erich Vielwerth * 10. Februar 1912 in Büdingen † 13. August 1997 in Büdingen                                       | Verdienstkreuz am Bande  | 16. September 1994 | 15. Dezember 1995   | |      |
| Heinrich Wagner * 29. Dezember 1912 in Büdingen † 29. Juli 2001 in Büdingen                                        | Verdienstkreuz am Bande  | 12. Februar 1982   | 9. April 1983       | |      |
| Bernfried Wieland * 12. Januar 1935 in Neisse (Oberschlesien) † 4. Oktober 2018 in Büdingen                        | Verdienstkreuz am Bande  |                    | 19. Februar 1994    | |      |
| Bodo Winter * 11. Oktober 1951 in Ober-Seemen, jetzt Gedern                                                        | Verdienstkreuz am Bande  | 07. April 2025     | 26. Mai 2025        | Herausragendes ehrenamtliches Engagement; seit 1997 Schiedsmann der Stadt Büdingen, langjähriger Vorsitzender der Landesvereinigung Hessen im Bund Deutscher Schiedsmänner und Schiedsfrauen (BDS e.V.), Mitglied und Pressesprecher des BDS-Bundesverbands |      |
| Jules August Schröder * 30. Dezember 1934 in Hamburg                                                               | Verdienstmedaille        |                    | 15. November 1986   | |      |
| Lina Meige * 9. Oktober 1908 in Bergheim, jetzt Ortenberg † 11. Februar 1997 in Gelnhausen                         | Verdienstmedaille        |                    | 9. Oktober 1990     | |      |
| Wilhelm Rausch * 14. November 1908 in Büdingen † 6. Februar 1989 in Gelnhausen                                     | Verdienstmedaille        |                    | 4. Oktober 1979     | |      |

## Orden des Landes Hessen

### Hessischer Verdienstorden
| Ordensträger                                                                                | Orden                              | Verleihung       | Aushändigung       | Verleihungsgrund | Bild |
| ------------------------------------------------------------------------------------------- | ---------------------------------- | ---------------- | ------------------ | ---------------- | ---- |
| Jules August Schröder * 30. Dezember 1934 in Hamburg                                        | Hessischer Verdienstorden am Bande | 1. Oktober 2012  | 22. Februar 2013   |                  |      |
| Karl Scheid * 17. Januar 1929 in Lengfeld (Odenwald)                                        | Hessischer Verdienstorden          | 29. April 2009   | 30. Juli 2009      |                  |      |
| Bernfried Wieland * 12. Januar 1935 in Neisse (Oberschlesien) † 4. Oktober 2018 in Büdingen | Hessischer Verdienstorden          | 4. Juni 2016     | 20. September 2016 |                  |      |
| Heinz Wilhelm Klein * 4. März 1949 in Büdingen                                              | Hessischer Verdienstorden          | 12. Februar 2020 | 14. Juli 2020      |                  |      |